# 瑞利-金斯定律
瑞利-金斯定律，是物理學用來描述光譜熱輻射（通常稱為黑體輻射）的定律。此方法由物理學家瑞利於1900年提出，適用於低頻區域的近似解。

## 定律
瑞利-金斯定律提出黑體發出的輻射中，黑體溫度與輻射波長的關係為：
{\displaystyle I({\lambda ,T)}={\frac {2ckT}{\lambda ^{4}}}}
其中
- {\displaystyle I(\lambda ,T)} 是每單位立體角、每單位波長的輻射強度，單位為 W m-3 sr-1 。
- {\displaystyle \lambda } 是輻射波長，單位為 m 。
- {\displaystyle T} 是黑體的溫度，單位為 K 。
- {\displaystyle c} 是真空中的光速。
- {\displaystyle k} 是波茲曼常數。

此公式的另一個形式是以輻射的頻率表示：
{\displaystyle I(\nu ,T)={\frac {2\nu ^{2}kT}{c^{2}}}}
其中
- {\displaystyle I(\nu ,T)} 是每單位立體角、每單位頻率的輻射強度，單位為 W m-2 sr-1 Hz-1 。
- {\displaystyle \nu } 是輻射頻率，單位為 Hz 。
- {\displaystyle T} 是黑體的溫度，單位為 K 。
- {\displaystyle c} 是真空中的光速。
- {\displaystyle k} 是波茲曼常數。

## 與普朗克黑體輻射定律的關係

瑞利-金斯定律、維恩近似、普朗克定律，這三種定律的理論結果的比較。黑體溫度是8 mK 。

瑞利-金斯定律在波长较长时与实验相符。但是，在波长较短时，輻射強度趋向于无穷大，这于实验数据相违背。1911年，奧地利物理學家埃倫費斯特用「紫外災變」來形容古典理論的困境。1900年，馬克斯·普朗克提出的普朗克黑體輻射定律，則在全部波長的範圍皆有效。普朗克黑體輻射定律形式如下：
{\displaystyle I(\nu ,T)={\frac {2h\nu ^{3}}{c^{2}}}{\frac {1}{e^{\frac {h\nu }{kT}}-1}}}
當 {\displaystyle h\nu \ll kT} ，則有
{\displaystyle e^{\frac {h\nu }{kT}}\approx 1+{\frac {h\nu }{kT}}}
所以
{\displaystyle I(\nu ,T)={\frac {2h\nu ^{3}}{c^{2}}}{\frac {1}{e^{\frac {h\nu }{kT}}-1}}\approx {\frac {2h\nu ^{3}}{c^{2}}}\cdot {\frac {kT}{h\nu }}={\frac {2\nu ^{2}kT}{c^{2}}}}
普朗克黑體輻射定律就能退化為瑞利-金斯定律。